# Teorema de Thévenin
El teorema de Thévenin per a circuits elèctrics enuncia que qualsevol combinació de fonts de voltatge fonts de corrent i resistències amb dos terminals és elèctricament equivalent a una única font de voltatge V i una única resistència R. Per a sistemes de corrent altern amb una única freqüència el teorema també pot aplicar-se a impedàncies en general, no sols a resistències.

El teorema fou descobert primer pel científic alemany Hermann von Helmholtz en 1853, però fou després redescobert en 1883 per l'enginyer francès de telègrafs Léon Charles Thévenin (1857-1926).

Aquest teorema posa de manifest que un circuit de fonts de voltatge i resistències poden ésser convertides a un equivalent thevenià, que és una tècnica de simplificació emprada en l'analisi de circuits. L'equivalent Thevenià pot esser emprat com un bon model per a una font d'energia o una pila (amb la resistència representant la impedància interna i la font representant la força electromotriu). El circuit consisteix en una font de voltatge ideal en sèrie amb una resistència ideal.
- La tensió equivalent Vth és la tensió obtinguda als terminals A–B de la xarxa amb els terminals A–B en circuit obert.

- La resistència equivalent Rth és la resistència que tindria el circuit entre els terminals A i B si totes les fonts de tensió ideals del circuit fossin substituïdes per un curtcircuit i totes les fonts de corrent ideals fossin substituïdes per un circuit obert.

- Si els terminals A i B estan connectats entre si, el corrent que flueix d’A i B serà serà 𝑉 t h 𝑅 t h . Això vol dir que Rth es podria calcular alternativament com a Vth dividit pel corrent de curtcircuit entre A i B quan estan connectats junts. V t h R t h . {\displaystyle {\tfrac {V_{\mathrm {th} }}{R_{\mathrm {th} }}}.} Això vol dir que Rth podria calcular alternativament com Vth dividit pel corrent de curtcircuit entre A i B quan estan connectats junts.

En termes de teoria de circuits, el teorema permet reduir qualsevol xarxa d'un port a una única font de tensió i una única impedància.
El teorema també s'aplica als circuits de CA del domini freqüencial que consisteixen en impedàncies reactives (inductives i capacitives) i resistives. Significa que el teorema s'aplica a la CA de la mateixa manera que a la CC, excepte que les resistències es generalitzen a les impedàncies.
El teorema va ser derivat de manera independent el 1853 pel científic alemany Hermann von Helmholtz i el 1883 per Léon Charles Thévenin (1857 – 1926), enginyer elèctric de l'organització nacional de telecomunicacions Postes et Télégraphes de França.
El teorema de Thévenin i el seu dual, el teorema de Norton, s'utilitzen àmpliament per simplificar l'anàlisi de circuits i per estudiar la condició inicial i la resposta en estat estacionari d'un circuit. El teorema de Thévenin es pot utilitzar per convertir les fonts i impedàncies de qualsevol circuit en un equivalent de Thévenin; En alguns casos, l'ús del teorema pot ser més convenient que l'ús de les lleis de circuits de Kirchhoff.

## Càlcul de l'equivalent de Thévenin
El circuit equivalent és una font de tensió amb tensió Vth en sèrie amb una resistència Rth.
La tensió equivalent a Thévenin Vth és la tensió de circuit obert als terminals de sortida del circuit original. Quan es calcula una tensió equivalent a Thévenin, el principi del divisor de tensió és sovint útil, declarant que un terminal està en Vout i l'altre terminal està al punt de terra.
La resistència equivalent a Thévenin RTh és la resistència mesurada als punts A i B "mirant enrere" al circuit. La resistència es mesura després de substituir totes les fonts de tensió i corrent per les seves resistències internes. Això significa que una font de tensió ideal es substitueix per un curtcircuit i una font de corrent ideal es substitueix per un circuit obert. Aleshores es pot calcular la resistència a través dels terminals utilitzant les fórmules per a circuits en sèrie i paral·lel. Aquest mètode només és vàlid per a circuits amb fonts independents. Si hi ha fonts dependents al circuit, s'ha d'utilitzar un altre mètode, com ara connectar una font de prova entre A i B i calcular la tensió o corrent a través de la font de prova.
Com a mnemotècnica, les substitucions de Thevenin per a fonts de tensió i corrent es poden recordar ja que els valors de les fonts (és a dir, la seva tensió o corrent) es posen a zero. Una font de tensió de valor zero crearia una diferència de potencial de zero volts entre els seus terminals, tal com ho faria un curtcircuit ideal, amb dos cables en contacte; per tant, la font es substitueix per un curtcircuit. De la mateixa manera, una font de corrent de valor zero i un circuit obert passen el corrent zero.
1. Elimineu la càrrega del circuit.
2. Calculeu el voltatge V en l'eixida de les fonts d'alimentació original.
3. Ara canvieu les fonts de voltatge amb curtcircuits i les fonts de corrent amb circuits oberts.
4. Canvieu la càrrega del circuit amb un òhmmetre imaginari i mesureu la resistència total, R, mirant enrere cap al circuit, sense fonts d'alimentació.
5. El circuit equivalent és la font de voltatge amb un voltatge V en sèrie amb una resistència R en sèrie amb la càrrega.

El voltatge equivalent de Thévenin és el voltatge en els terminals d'eixida del circuit original. Quan es calcula el voltatge equivalent de Thévenin, sol ser útil el principi del divisor de tensió, dient que un terminal serà Vout i l'altre estarà connectat a massa. En l'exemple,
{\displaystyle V_{\mathrm {AB} }={R_{2}+R_{3} \over (R_{2}+R_{3})+R_{4}}\cdot V_{\mathrm {1} }}
{\displaystyle ={1\,\mathrm {k} \Omega +1\,\mathrm {k} \Omega  \over (1\,\mathrm {k} \Omega +1\,\mathrm {k} \Omega )+2\,\mathrm {k} \Omega }\cdot 15\mathrm {V} }
{\displaystyle ={1 \over 2}\cdot 15\mathrm {V} =7.5\mathrm {V} }
La resistència equivalent de Thévenin és la resistència mesurada entre els punts A i B "mirant cap enrere" al circuit. És important primer canviar totes les fonts de voltatge i corrent per les seues resistències internes. Per a una font ideal de corrent, açò significa canviar la font de corrent per un circuit obert. La resistència pot ser aleshores calculada entre els terminals usant les fórmules per als circuits en sèrie i en paral·lel. En l'exemple,
{\displaystyle R_{\mathrm {AB} }=\left(\left(1\,\mathrm {k} \Omega +1\,\mathrm {k} \Omega \right)\|2\,\mathrm {k} \Omega \right)+1\,\mathrm {k} \Omega =2\,\mathrm {k} \Omega }

## Limitacions pràctiques
- Molts circuits només són lineals en un determinat rang de valors, per tant, l'equivalent de Thévenin només és vàlid dins d'aquest rang lineal.

- L'equivalent de Thévenin té una característica equivalent I–V només des del punt de vista de la càrrega.

- La dissipació de potència de l'equivalent de Thévenin no és necessàriament idèntica a la dissipació de potència del sistema real. Tanmateix, la potència dissipada per una resistència externa entre els dos terminals de sortida és la mateixa independentment de com s'implementa el circuit intern.

## Una demostració del teorema
La prova implica dos passos. El primer pas és utilitzar el teorema de superposició per construir una solució. Aleshores, s'utilitza el teorema de la unicitat per demostrar que la solució obtinguda és única. Cal assenyalar que el segon pas sol estar implicat en la literatura.
Mitjançant la superposició de configuracions específiques, es pot demostrar que per a qualsevol circuit lineal de "caixa negra" que contingui fonts de tensió i resistències, la seva tensió és una funció lineal del corrent corresponent de la següent manera
Aquí, el primer terme reflecteix la suma lineal de les contribucions de cada font de tensió, mentre que el segon terme mesura les contribucions de totes les resistències. L'expressió anterior s'obté utilitzant el fet que la tensió de la caixa negra per a un corrent determinat {\displaystyle I} és idèntica a la superposició lineal de les solucions dels problemes següents: (1) deixar la caixa negra oberta en circuit però activar la font de tensió individual d'una en una i, (2) curtcircuitar totes les fonts de tensió però alimentar el circuit amb una determinada font de tensió ideal de manera que el corrent resultant llegeix exactament I (Com alternativa, es pot utilitzar una font de corrent ideal de corrent I). A més, és senzill demostrar que Veq i Zeq són la font de tensió única i la resistència en sèrie única en qüestió.
De fet, la relació anterior entre V i I s'estableix per superposició d'algunes configuracions particulars. Ara, el teorema de la unicitat garanteix que el resultat és general. Per ser específic, hi ha un i només un valor de V un cop donat el valor de I Dit d'una altra manera, la relació anterior és certa independentment de la connexió de la "caixa negra".

## En circuits trifàsics
El 1933, AT Starr va publicar una generalització del teorema de Thévenin en un article de la revista Institute of Electrical Engineers Journal, titulat A New Theorem for Active Networks, que afirma que qualsevol xarxa lineal activa de tres terminals pot ser substituïda per tres voltatges. fonts amb les corresponents impedàncies, connectades en estrella o en delta.